# X-Darawish
X Darawish è un gruppo di world music italo-greco, formatosi a Bari nel 1997 e composto da Stratos Diamantis, Dimosthenis Tsamis (greci) e da Enzo Leone (italiano).

## Storia del gruppo
Stratos ed Enzo si conobbero negli anni ottanta quando erano studenti universitari. Insieme ad altri studenti appassionati di musica sono stati componenti del gruppo musicale Al Darawish, in cui Diamantis suona la fisarmonica e Leone la chitarra. Quando, nel 1997, il gruppo Al Darawish si scioglie, parte di loro fonda i Radiodervish, mentre Stratos Diamantis ed Enzo Leone danno vita ai X-Darawish insieme ad Angelo Pantaleo, Kostis Maraveyas e Domenico Ricco.
Nel 1998 gli X -darawish registrano il loro primo album, Una ratsa mia fatsa (Fm Records);  ripubblicato nel 2000 da Il manifesto (più di 12000 copie vendute) che frutta loro il premio POP n ROCK del Conservatorio Philippos Nakas di Atene e della radio Rock Fm come miglior gruppo emergente dell'anno in Grecia. Partecipano a varie trasmissioni televisive nazionali e Festival Internazionali. Nel 1998 producono insieme al regista Greco Nikos Soulis il video clip del singolo Narghile'; il single viene scelto dalla radio francese RFI musique nella compilation Top of European Pops, dove gli X Darawish rappresentano la Grecia e l'Italia insieme agli U2 che rappresentano l'Irlanda nella stessa compilation. Nel 1999 esce il disco Una ratsa mia fatsa in Gran Bretagna recensito da Ian Anderson per la rivista Folk roots Archiviato il 5 dicembre 2012 in Internet Archive.. Nello stesso anno gli X Darawish suonano al Folk Dranouter Festival in Belgio insieme a Nick Cave, James Taylor e molti altri artisti internazionali. Nel 2000 il brano Vassilikos si trova nelle playlist di radio Europee come la belga Radio 1 e MultiKulti di Berlino. . Nel marzo del 2008 è stato pubblicato in Grecia il loro ultimo lavoro con il titolo Domino ( Music mirror).
Nel 2009 partecipano al [[ Festival Sentieri Mediterranei]]
Il 16 luglio 2008 suonano al "Cosmopolis Festival" di Kavala Grecia
Il 12 luglio 2009 suonano a “Earth festival” a Vlasti Kozani Grecia
Nel 2010 suonano al "22º Festival Ethno – Jazz" a Salonicco, in Grecia
Il 25 giugno 2011 suonano al Festival “Di porta in porto” a Bari, Italia
Nel 2005 e 2008 suonano come ospiti al "Festival mediterraneo di conversano" .

## Formazione
- Stratos Diamantis: fisarmonica, percussioni, voce,
- Enzo Leone: chitarra elettrica, voce,
- Dimosthenis Tsamis: voce
- Giuseppe Berlen: tamburo

### Collaboratori
- Davide Viterbo - violoncello
- Christos Zelelidis: tamburo
- Omiros Komninos: basso
- Artemis Christofilakos: testi
- Michele Perugini: tamburo
- Andrea Gallo: basso
- Dimitris Talarougas: percussioni

## Discografia

### Come X-Darawish
- 1997- Bootleg
- 1998- Una ratsa mia fatsa (Fm Records);
- 2008-  DOMINO music mirror.

### Come Al Darawish
- 1993 - Al Darawish
- 1996 - radiodervish

## Precedenti componenti e collaboratori
- Angelo Pantaleo
- Diego Morga
- Giannis Nonis
- Rocco Draicchio
- Maraveyas
- Hlias Moros
- Aldo Bagnoni
- Domenico Ricco
- Sisto Palombella
- Bachir Gareche